# Richtlinie 2003/98/EG (PSI-Richtlinie)
Die Richtlinie 2003/98/EG des Europäischen Parlaments und des Rates vom 17. November 2003 über die Weiterverwendung von Informationen des öffentlichen Sektors wird auch kurz PSI-Richtlinie – nach dem englischen Titel Re-use of Public Sector Information – genannt. Das Informationsweiterverwendungsgesetz vom Dezember 2006 setzte die PSI-Richtlinie in Deutschland um (jetzt: Datennutzungsgesetz). Der Geltungsbereich der Richtlinie wurde im Juli 2005 auf den EWR ausgedehnt. Die Richtlinie 2013/37/EU überarbeitete die PSI-Richtlinie. Richtlinie (EU) 2019/1024 hat zum 17. Juli 2021 diese Richtlinie ersetzt.[veraltet]

## Richtlinienziel
Ziel der Richtlinie ist es Informationen, die im öffentlichen Sektor vorhanden sind, der Öffentlichkeit möglichst unbürokratisch zugänglich zu machen, denen sich die europäischen Anbieter von Inhalten bei der Entwicklung einer neuen Generation von Informationsprodukten und -diensten gegenübersehen. Damit sollen Wettbewerbsnachteile, die Unternehmen aus der EU gegenüber ihren amerikanischen Konkurrenten haben, die sich auf ein hoch entwickeltes, gut funktionierendes System öffentlicher Informationen stützen können, ausgeglichen werden. Die digitale, wissensgestützte Wirtschaft ist eine wesentliche Triebkraft für Wachstum, Wettbewerbsfähigkeit und Beschäftigung und verbessert gleichzeitig die Lebensqualität europäischer Bürger. Die Richtlinie hat sich damit die zentrale Aussage des Aktionsplanes eEurope 2002 zum Ziel gemacht. Die vorliegende Richtlinie ist Teil dieses Aktionsplanes und soll zur Erreichung seiner Ziele beitragen, insbesondere in den Bereichen elektronische Behördendienste und digitale Inhalte.
Ein wichtiger Punkt der Richtlinie ist, dass sie nicht in die „Eigentumsrechte“ der Mitgliedstaaten eingreift, so dass die Entscheidung, ob eine Weiterverwendung genehmigt wird, Sache der einzelnen Staaten oder der dortigen öffentlichen Stelle bleibt. Entscheidet sich eine Stelle zur Weitergabe, so muss diese nach den Bestimmungen des IWG oder der entsprechenden Landesgesetze erfolgen.

## Betroffene Daten und wirtschaftliche Bedeutung
Öffentliche Stellen erfassen und besitzen große Mengen an Informationen, die von finanziellen und geografischen Daten bis zu touristischen Informationen reichen. Sie könnten als Ausgangsmaterial für neue Informationsprodukte und -dienste dienen, deren wirtschaftlicher Wert in der Europäischen Union auf 68 Milliarden Euro geschätzt wird unter Verweis auf eine einschlägige Studie über die kommerzielle Nutzung von Informationen des öffentlichen Sektors) und damit mit Branchen wie juristischen Dienstleistungen und dem Druckereiwesen vergleichbar wäre. Das Potenzial von Informationen des öffentlichen Sektors wird derzeit aufgrund rechtlicher und praktischer Hindernisse nicht ausgenutzt.

## Weitere Regelungen der Richtlinie
Unterschiedliche Regeln und Praktiken in den Mitgliedstaaten in Bezug auf Gebühren, Antwortzeiten, Ausschließlichkeitsvereinbarungen und die generelle Verfügbarkeit von Informationen zur Weiterverwendung machen es den Unternehmen zunehmend schwer, europaweit Produkte zu entwickeln. Um den Rechtsrahmen für die Nutzung von Informationen des öffentlichen Sektors auf einem Mindestniveau anzugleichen, werden in der Richtlinie vor allem Grundsatzfragen wie lauterer Handel, Gebühren und Antwortzeiten geregelt. Die Umsetzung der Richtlinie hat bis 1. Juli 2005 zu erfolgen und wird vor 1. Juli 2008 von der Kommission überprüft.

## Umsetzung
Die PSI-Richtlinie sah eine Umsetzung bis spätestens zum 1. Juli 2005 vor.
In Österreich wurde die PSI-Richtlinie durch das Bundesgesetz über die Weiterverwendung von Informationen öffentlicher Stellen (Informationsweiterverwendungsgesetz – IWG) umgesetzt. Das IWG ist auf Bundesebene am 19. November 2005 in Kraft getreten.
In Deutschland setzte das Informationsweiterverwendungsgesetz die Richtlinie um, das inzwischen durch das Datennutzungsgesetz abgelöst wurde (seit 23. Juli 2021 in Kraft).